# F-05A
キッズケータイ F-05A（エフ　ぜろごー　エー）は、富士通によって開発されたNTTドコモの第三世代携帯電話（FOMA）端末である。
ドコモの子供向け端末、キッズケータイの第三弾でもある。

## 概要
富士通のキッズケータイ、F801iに次ぐ、子供向けに開発した端末である。 色以外の端末デザインや機能は、F801iを新たに4つのカラーを追加したエントリーモデルである。また、同シリーズでは初の新型番モデルである。
前機種同様、大音量ブザーや緊急通知機能、防水機能、イマドコサーチ、おまもリモコンはそのままに、
新たに、周辺の人間に分からないように現在位置を通知する「ちょこっと通知」機能や、
買ったときは、GPS、防犯ブザー、通話のみの利用に限定したり、保護者が簡単に使える機能を設定できる、「あんしんセット」機能を新たに実装した。
| 主な対応サービス                   | 主な対応サービス                                                    | 主な対応サービス                       | 主な対応サービス                                 |
| ---------------------------------- | ------------------------------------------------------------------- | -------------------------------------- | ------------------------------------------------ |
| タッチパネル                       | FOMAハイスピード                                                    | Bluetooth                              | DCMX／おサイフケータイ                           |
| iアプリオンライン／地図アプリ      | 直感ゲーム／メガiアプリ                                             | iウィジェット                          | マチキャラ／iコンシェル                          |
| ホームU／ポケットU                 | GPS／ケータイお探し                                                 | デコメール／デコメ絵文字／デコメアニメ | iチャネル                                        |
| 着もじ／プッシュトーク             | テレビ電話／キャラ電                                                | 電話帳お預かりサービス                 | フルブラウザ                                     |
| おまかせロック／バイオ認証         | 外部メモリーへiモードコンテンツ移行／ユーザーデータ一括バックアップ | トルカ                                 | iC通信／iCお引越しサービス                       |
| きせかえツール／ダイレクトメニュー | バーコードリーダ／名刺リーダ                                        | 2in1                                   | エリアメール／ソフトウェアーアップデート自動更新 |
| GSM／3Gローミング（WORLD WING）    | 着うたフル／うた・ホーダイ                                          | Music&Videoチャネル／ビデオクリップ    | デジタルオーディオプレーヤー                     |

1. ↑  着うたは対応

## 歴史
- 2008年（平成20年）10月28日 - 技術基準適合証明 (TELEC) 通過。
- 2008年（平成20年）11月17日 - 電気通信端末機器審査協会 (JATE)通過。
- 2009年（平成21年）1月28日 - 発売を発表。
- 2009年（平成21年）2月1日 - 発売開始。